# Igor Markevitch
Ígor Markévitx, conegut habitualment com a Igor Markevitch (ucraïnès: Маркевич Ігор Борисович)  (Kíiv, 9 d'agost de 1912 - Antíbol, 7 de març de 1983), nom complet amb patronímic Ígor Boríssovitx Markévitx, rus: И́горь Бори́сович Марке́вич fou un compositor i director d'orquestra italià i francès d'origen ucraïnès.
Markevitch es va establir a Itàlia durant la Segona Guerra Mundial. Després de la guerra, es va traslladar a Suïssa. Des d'allà va tenir una carrera internacional com a director. Es va casar dues vegades i va tenir tres fills i dues filles.

## Biografia
Va néixer a Kíiv, ara la capital d'Ucraïna però que en aquell moment formava part de la Rússia imperial, en una antiga família de cosacs starshyna que van ser ennoblits al segle xviii. El seu besavi Andrei Markevitch era secretari d'estat en l'època d'Alexandre II de Rússia, conseller privat actual a Sant Petersburg i cofundador de la Societat Musical Russa. Igor era fill del pianista Boris Markevitch i Zoia Pokhitonova (filla del pintor Ivan Pokhitonov). La família es va traslladar a París l'any 1914 quan ell tenia dos anys. Es van traslladar de nou a Suïssa el 1916 durant la Primera Guerra Mundial a causa de la mala salut del seu pare (més tard va morir de tuberculosi). El pianista Alfred Cortot, potser el més gran pianista francès de la seva època, va reconèixer el talent del nen. Li va aconsellar a 14 anys el 1926 que anés a París per formar-se tant en composició com en piano a l'École Normale, on va estudiar piano amb Cortot i composició amb Nadia Boulanger.

## Carrera
Markevitch va obtenir un important reconeixement el 1929 quan el coreògraf i empresari Serguei Diàguilev el va descobrir i li va encarregar un concert per a piano. A més, Diàguilev el va convidar a col·laborar en un ballet amb Boris Kochno, ballarí i llibretista. En una carta al London Times, Diàguilev va aclamar a Markevitch com el compositor que posaria fi a "un període escandalós de música... de senzillesa cínico-sentimental". El projecte de ballet va acabar amb la mort de Diàguilev el 19 d'agost de 1929, però les composicions de Markevitch van ser acceptades per l'editor Schott.
Va produir almenys una obra important per any durant la dècada de 1930. Va ser considerat entre els principals compositors contemporanis de l'època, fins i tot fins al punt de ser aclamat com "el segon Igor", després d'Ígor Stravinski. Markevitch va col·laborar en la partitura de ballet Rébus amb Leonid Massine el 1931; i L'envol d'Icare el 1932 amb Serge Lifar. Cap es va posar en escena, però les dues partitures es van interpretar en concert. L'envol d'Icare, basat en la llegenda de la caiguda d'Ícar, que Markevitch va gravar el 1938 dirigint l'Orquestra Nacional de Bèlgica, va ser especialment radical, introduint quarts de to tant en instruments de vent fusta com en cordes. (El 1943 va revisar l'obra sota el títol Icare, eliminant els quarts de to i simplificant els ritmes i l'orquestració.) Béla Bartók va descriure una vegada a Markevitch com "...la personalitat més impactant de la música contemporània..." i el va reivindicar com una influència en el seu propi treball creatiu. Es creu que una versió independent de L'envol d'Icare per a dos pianos i percussió, que va escoltar Bartók, va influir en la Sonata per a 2 pianos i percussió d'aquest últim.
Markevitch va continuar component a mesura que s'acostava la guerra, però l'octubre de 1941, poc després d'haver acabat la seva darrera obra original, Variations, Fugue and Envoi on a Theme of Händel per a piano, va caure greument malalt. Després de recuperar-se, va decidir abandonar la composició i centrar-se exclusivament en la direcció. Els seus últims projectes compositius van ser la revisió de L'envol d'Icare i arranjaments de música d'altres compositors. Destaca especialment la seva versió de Musikalisches Opfer (Oferta musical) de Bach.
Havia debutat com a director a divuit anys amb l'Orquestra Reial del Concertgebouw. Després de presidir l'estrena holandesa de Rébus, Markevitch havia estudiat direcció amb Pierre Monteux i Hermann Scherchen. Com a director, va ser molt admirat per les seves interpretacions del repertori francès, rus i austroalemany, i de la música del segle XX en general.
Es va establir a Itàlia, i durant la Segona Guerra Mundial va estar actiu en la Resistència italiana. Es va casar i es va establir a Suïssa el 1947 després de la guerra. Va seguir la seva carrera de director a tot el món. Va esdevenir director permanent de l'Orchestre Lamoureux de París als anys cinquanta, va dirigir l'Orquestra espanyola de RTVE el 1965, l'Orquestra Simfònica de Londres el 1966 i també va ser director permanent de l'Orquestra Filharmònica de Montecarlo.
El 1970, després d'ignorar les seves pròpies composicions durant gairebé trenta anys, Markevitch va començar a dirigir la seva pròpia música amb freqüència, provocant el seu lent renaixement. El seu darrer concert va ser a Kíiv, el seu lloc de naixement. Va morir sobtadament d'un atac de cor a Antibes el 7 de març de 1983, després d'una gira de concerts al Japó i Rússia.

## Família
Un besavi, Mykola Markevych, va ser un historiador, etnògraf, compositor i poeta ucraïnès. Un altre besavi, Andriy Markevitch, va ser un activista, etnògraf, advocat, filantrop i músic. El seu avi matern va ser el conegut pintor Ivan Pokhitonov (1850-1923). El seu germà Dimitry Markevitch es va convertir en un famós musicòleg i violoncel·lista.
Es creu que la família ucraïnesa Markevitch (també escrita en polonès com a Markiewicz) es va originar fa 300 anys d'un avantpassat patern comú i la seva dona. La seva ètnia es discuteix com a polonesa, ucraïnesa o sèrbia, ja que el nom patronímic està molt estès entre els pobles d'Europa central.
Markevitch es va casar amb Kyra Nijinsky (1913-1998), filla del gran ballarí de ballet Vàtslav Nijinski i la seva dona Romola de Pulszky. van tenir un fill Vaslav Markevitch (n. 1936) abans de divorciar-se.
Per segona vegada, Markevitch es va casar amb Donna Topazia Caetani (1921-1990), l'única filla de Michelangelo Caetani dei Duchi di Sermoneta i la seva dona, l'antiga Cora Antinori. Cora Caetani va dirigir la botiga de Jansen, l'empresa de decoració de París. El seu fill, Oleg Caetani Markevitch, es va convertir en director en cap i director artístic de l'Orquestra Simfònica de Melbourne a Austràlia. També van tenir dues filles juntes: Allegra (n. 1950) i Nathalie (n. 1951), i un altre fill, Timour Markevitch (1960-1962).

## Obres
Composicions
- Noces, suite per a piano (1925)
- Sinfonietta en F major (1928-9)
- Piano Concerto (1929)
- Cantata per a soprano, cor masculí i orquestra (1929–30) (text de Jean Cocteau)
- Concerto grosso (1930)
- Partita per a piano i petita orquestra (1930–31)
- Serenade per a violí, clarinet i fagot (1931)
- Rébus, ballet (1931)
- Cinéma-Ouverture (1931)
- Galop per a 8 o 9 intèrprets (1932)
- L'envol d'Icare, ballet (1932); recompost a Icare (1943)
- Hymnes per a orquestra (1932–33) (versió revisada el 1980 amb contralt ad lib i moviment extra orquestrat a partir del número 3 de Tres poemes de 1935);
- Petite suite d'apres Schumann per a petita orquestra (1933)
- Psaume per a soprano i petita orquestra (1933)
- Le paradis perdu, oratori (1934–35) (text de Markevitch després de John Milton)
- Tres poemes per a contralt i piano (1935) (textos de Cocteau, Plató, Goethe); No.3 orquestrat el 1936 com a Hymn to Death, incorporat el 1980 a Himnes per a orquestra
- Cantique d'amour per a orquestra (1936)
- Le nouvel âge, sinfonia concertante per a orquestra amb 2 pianos (1937)
- La Taille de l'homme, 'concert inachevée' per a soprano i 12 instruments (1938–39, inacabat, però la part I completa i interpretable)
- Stefan le poète, "impressions infantils" per a piano (1939–40)
- Lorenzo il magnifico, sinfonia concertante per a soprano i orquestra (1940) (textos de Lorenzo de’ Medici)
- Variations, Fugue et Envoi on a Theme of Handel per piano (1941)
- Le Bleu Danube, vals de concert sobre temes de Johann Strauss (1944)
- 6 Songs of Mussorgsky arranjament per a veu i orquestra (1945)
- The Musical Offering, BWV 1079 de Johann Sebastian Bach arranjat per a triple orquestra (1949–50)

Teoria
- Les simfonies de Ludwig van Beethoven: estudis històrics, analítics i pràctics (The Symphonies of Beethoven: Historical, Analytical, and Practical Studies) — publicat per Edition Peters, Leipzig, 1982.